# Карпатський флішовий пояс

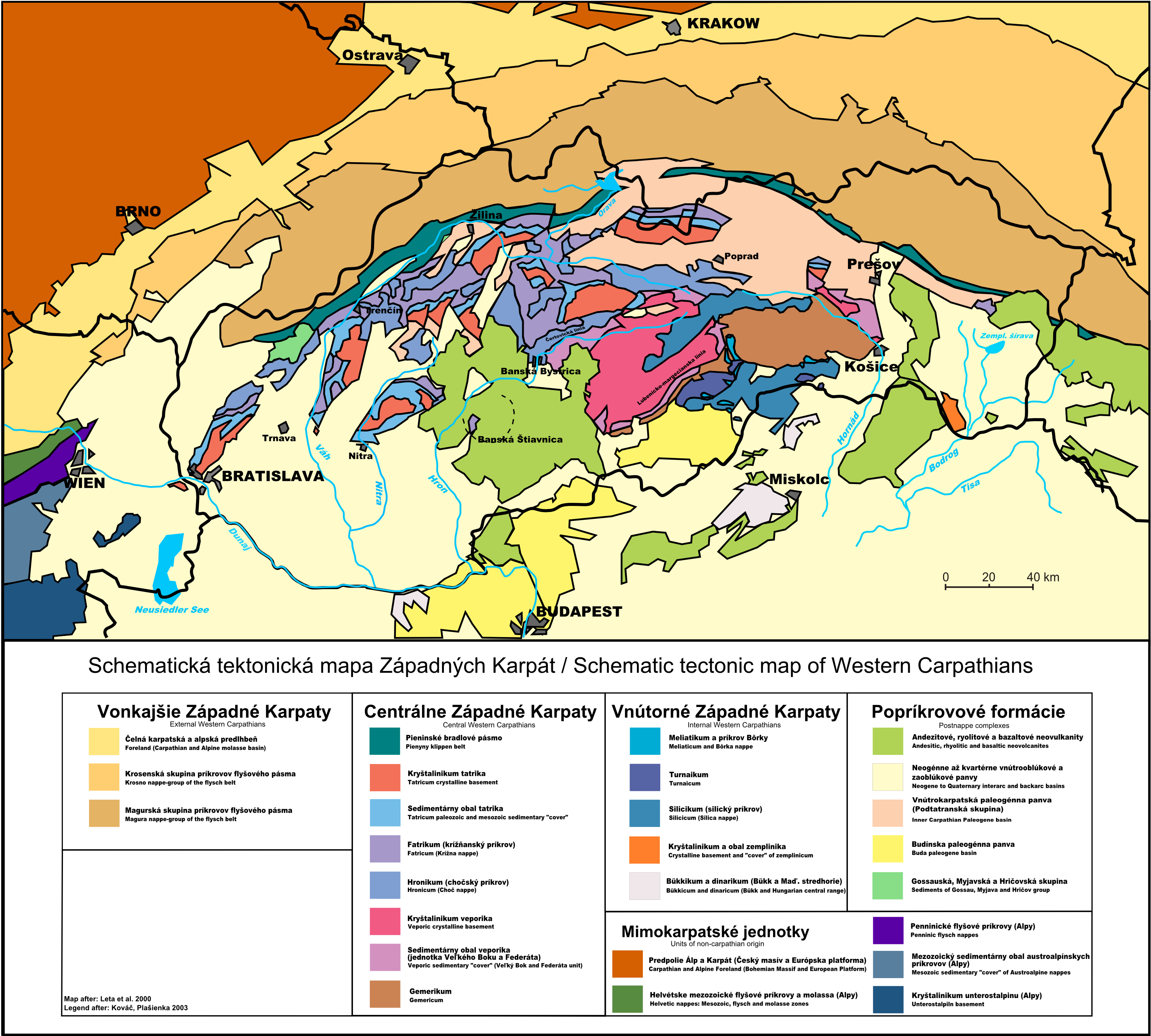
Тектонічна мапа Західних Карпат.

Карпатський флішовий пояс — дугоподібна тектонічна зона, у складі мегаструктурного підняття Карпат на зовнішній периферії гірського хребта. 
Геоморфологічно це частина Зовнішніх Західних Карпат. 
Геологічно це тонкий насувний пояс або акреційний клин, утворений шар'яжем, що складається з так званого флішу – чергування морських відкладень глини, сланців і пісковиків, які відірвалися від свого субстрату та перемістилися на десятки кілометрів на північ. 
Флішовий пояс разом із неогеновими вулканічними комплексами є єдиною збереженою тектонічною зоною вздовж усієї Карпатської дуги.

## Опис
Карпатський флішовий пояс сполучений з флішовим поясом Альп (Ренодунайський фліш), продовжується територією Чехії, Словаччини, Польщі, України та Румунії. 
Пояс має довжину близько 1300 км і ширину 60-75 км. 

На півночі на край Карпатського передового прогину насунуті товщі флішового поясу. 
Передня частина флішового поясу утворена Богемським масивом на заході, Східноєвропейською платформою на півночі та Мезійською плитою на сході. 
На півдні обмежений П'єнінським кліппенським поясом у його західному сегменті. 
Південна межа флішового поясу в районі Румунських Карпат вкрита покровами кристалічно-мезозойської зони. 

## Геологічна будова
Зона в основному складається з осадових порід, які відкладалися від верхньої юри до крейди-палеогену. 
Флішовий пояс є структурним залишком кількох басейнів, що розвинулися перед пра-Карпатами і пізніше включені в третинний карпатський складчато-насувний пояс. 

Колишній осадовий басейн Карпатського флішового поясу був покритий водами океану Тетіс. 
Сучасні породи не перебувають у своєму початковому положенні, тому що вони були відірвані від свого фундаменту під час замикання та субдукції басейнів і зсунуті у вигляді шар'яжу, утворюючи Карпатський акреційний клин. 
Осьові площини складок мають, як правило, північну вергенцію, північно-західну в західному секторі, північну в центральному секторі та північно-східну-східну в східному секторі. 
Лише верхівки Південних Карпат мають східну та південно-східну вергенцію.
Приблизно на лінії Годонін – Наместово – Новий Сонч – Нересниця виділяється зона негативної гравіметричної аномалії, яка прямує за південним краєм Богемського масиву та Східноєвропейської платформи, які насунуті нижче Карпат. 
Аномальне потовщення земної кори, значне особливо в південно-східній Польщі та західній Україні, ймовірно, спричинене відколом плити. 
Земна кора в цьому районі досягає глибини 65 км.
З неотектонічної точки зору, вся площа флішового поясу зазнає розширення, локально до 12 мм на рік.

### Регіональний поділ
Зовнішні карпатські тектонічні одиниці, що входять до флішового поясу, поділяються за структурним положенням в обрамленні гірського масиву. 
Тектонічні одиниці відрізняються не тільки своїм структурним положенням, але й відмінностями в осадових товщах та іншими аномаліями. 
Застосовуються різні тектонічні поділи флішового поясу. 
Загалом такі основні зони можна розпізнати:
- Магурський шар'яж (нижня крейда – еоцен) у Північних Карпатах
- Кросно-Сілезький шар'яж (нижня юра – нижній міоцен) у Північних Карпатах
- Молдовський шар'яж (нижня крейда – нижній міоцен) у румунських Карпатах

## Розвиток

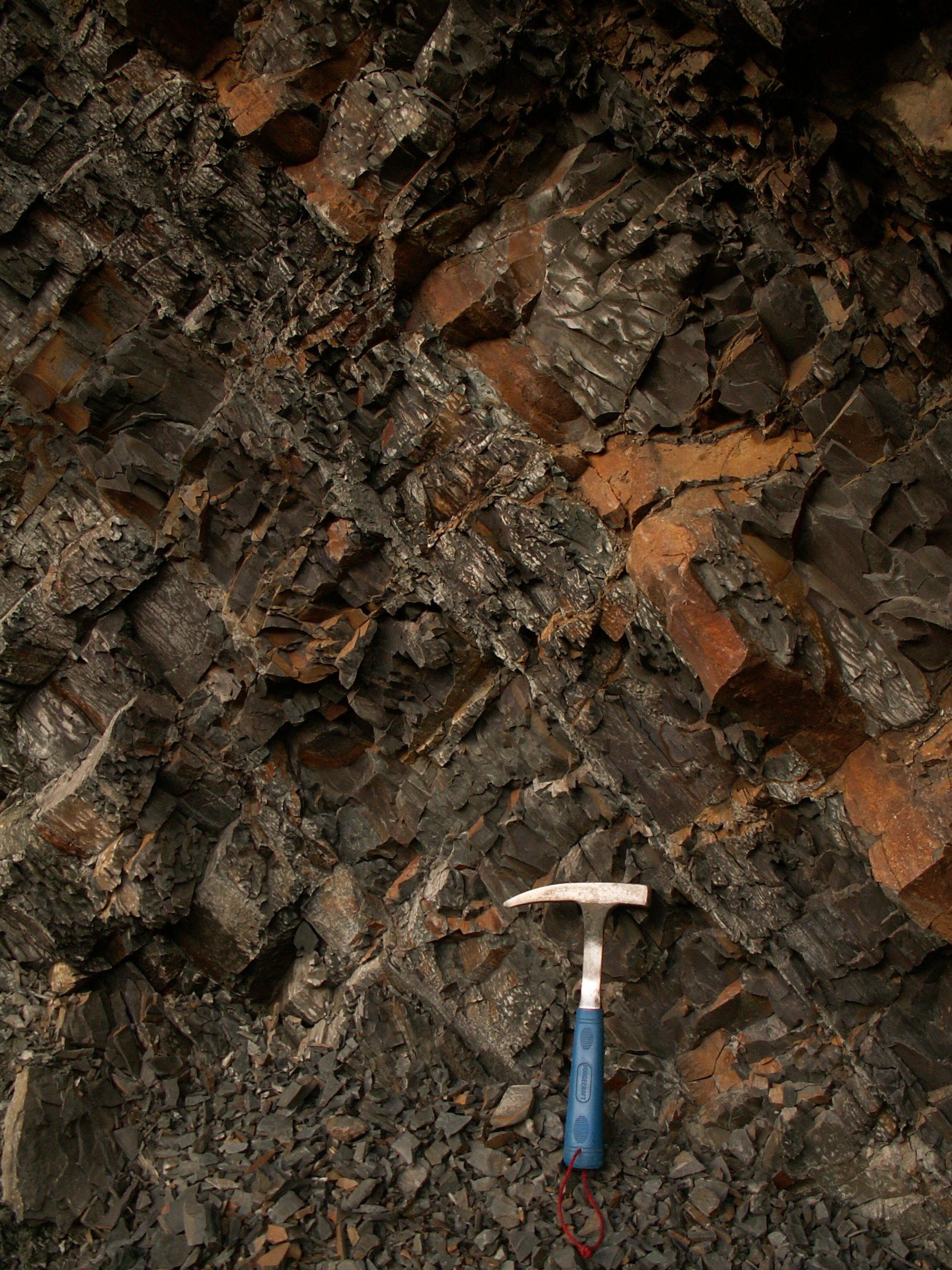
Інтервал аргіліту в злинських шарах крейдово-палеоценового віку турбідітних флішових відкладів Західно-Карпатської ланки Рача. Вельке-Ровне, Словаччина. Пелагічні аргіліти відкладалися між русловими відкладеннями в періоди пелагічного осадонакопичення.

Осадження в басейнах флішового поясу реєструється з верхньоюрського періоду до олігоцену-початку міоцену. Улоговини флішової зони утворилися в середньоюрському — нижньокрейдовому періоді пострифтового опускання. 
У верхній крейді — палеоцені локально відбувалася інверсія. 
У більшості областей опускання тривало від палеоцену до середнього еоцену. 
Синорогенне закриття басейнів відбулося у верхньому еоцені — нижньому міоцені. 
  
Шар'яжі здебільшого складаються з турбідітів – пісковиків та аргілітів, що чергуються.
У минулому вважалося, що джерело уламкових відкладень, що надходять до басейнів, побудовані системою лінійних острівних підвищень, які були паралельні осі гірського пасма. 

Хоча такі концепції все ще залишаються, останні інтерпретації припускають, що матеріал постачався підводними каньйонами з прилеглих шельфових ділянок (наприклад, каньйон Несвачілка).
Покриви флішового поясу були насунуті внаслідок субдукції їх фундаменту і згодом сформували складчасто-насувний пояс. 
Характер літосфери в колишніх флішових басейнах (океанічний, субокеанічний або континентальний) є предметом дискусій. 
Деформація пояса відбувалася поступово. 
Область басейну Магура була деформована у верхньому олігоцені до баденію (середній міоцен). 

Сілезька та Жданіцька одиниці були деформовані від карпатського до нижнього баденського віку. 
Молдовський фліш деформований, починаючи з бурдігальського періоду, особливо в сарматі та бадені. 
Внутрішні покриви демонструють давнішу верхньокрейдову деформацію. 

Субдукція фундаменту флішового поясу, як правило, проходила на південь; отже, внутрішні одиниці були насунуті на зовнішні з півдня на північ (у західному секторі) або заходу на схід (у східному секторі). 
Третинне скорочення флішового поясу становить приблизно 130–135 км. 
 
Закриття басейнів було пов'язане з рухом внутрішньокарпатських блоків земної кори так званою латеральною екструзією на схід і північний схід 

та інтенсивним вапняно-лужним вулканізмом у внутрішніх зонах Карпат. 

Екструзія разом із рухом у «Карпатську затоку» була одновіковою з помітним обертанням західнокарпатських одиниць проти годинникової стрілки (до 90°) та за годинниковою стрілкою східнокарпатських одиниць. 
Навантаження покровів флішової зони призвело до опускання в її передовій частині, спричинивши формування Карпатського крайового прогину. 
Крім того, одновікове розширення задугової області відбулося в Паннонському регіоні, утворивши систему напівграбенів Паннонського басейну.